# Leptolejeunea obfuscata
Leptolejeunea obfuscata é uma espécie de planta do gênero Leptolejeunea e da família Lejeuneaceae. 
Neotropical, ocorrendo em floresta ombrófila,
crescendo em folha viva. 

## Taxonomia
O seguinte sinônimo já foi catalogado:  
- Lejeunea obfuscata  Spruce

## Forma de vida
É uma espécie epífila e em tramas. 

## Descrição
Plantas com 0,5-0,8 milímetros de largura, ramificações
vegetativas do tipo-Lejeunea.
Caulídio com 6-7 células epidérmicas e 3 células medulares. Possui merófito ventral de
duas células de largura. Os filídios são distanciados a contíguos, patentes; lobo
elíptico, 238-362 µm de comprimento × 143-190 µm de largura, margem dorsal reta
a levemente arqueada, inteira, margem ventral reta, inteira, ápice arredondado;
células oblongas a hexagonais, paredes delgadas, trigônios e espessamentos intermediários
diminutos; ocelo único, basal, grande; lóbulo ovalado a ovalado-retangular,
124-162 µm de comprimento × 67-114 µm de largura, inflado ao longo da quilha,
margem livre plana, dente apical curto, papila hialina na base proximal interna
do dente apical, quilha reta a levemente arqueada. Possui anfigastros distanciados,
lobos paralelos a divergentes, 2-3 células de comprimento, 1-2 células na base. São dioicas. Possuem androécios em curto ramo lateral, 2-3 pares, bractéola na base do
ramo. O ginoécio é em curto ramo lateral, sem inovação, brácteas com lobo obovalado
a elíptico, margem inteira, bractéola oblonga, bífida, perianto com cornos
desenvolvidos.  

## Conservação
A espécie faz parte da Lista Vermelha das espécies ameaçadas do estado do Espírito Santo, no sudeste do Brasil. A lista foi publicada em 13 de junho de 2005 por intermédio do decreto estadual nº 1.499-R. 

## Distribuição
A espécie é encontrada nos estados brasileiros de Amazonas, Bahia e Mato Grosso. 
A espécie é encontrada nos  domínios fitogeográficos de Floresta Amazônica, Caatinga e Cerrado, em regiões com vegetação de cerrado, mata ciliar e floresta de terra firme.